# Gelbaugenschnapper
Der Gelbaugenschnapper (Macolor macularis) ist ein Meeresfisch aus der Familie der Schnapper, der im zentralen tropischen Indopazifik von der Nordküste Australiens und den melanesischen Inseln im Süden bis zu den Ryūkyū-Inseln im Norden vorkommt. Die Grenzen des Verbreitungsgebietes sind nicht vollständig geklärt, da die Art oft mit dem Schwarzweiß-Schnapper (Macolor niger) verwechselt wird.

## Merkmale

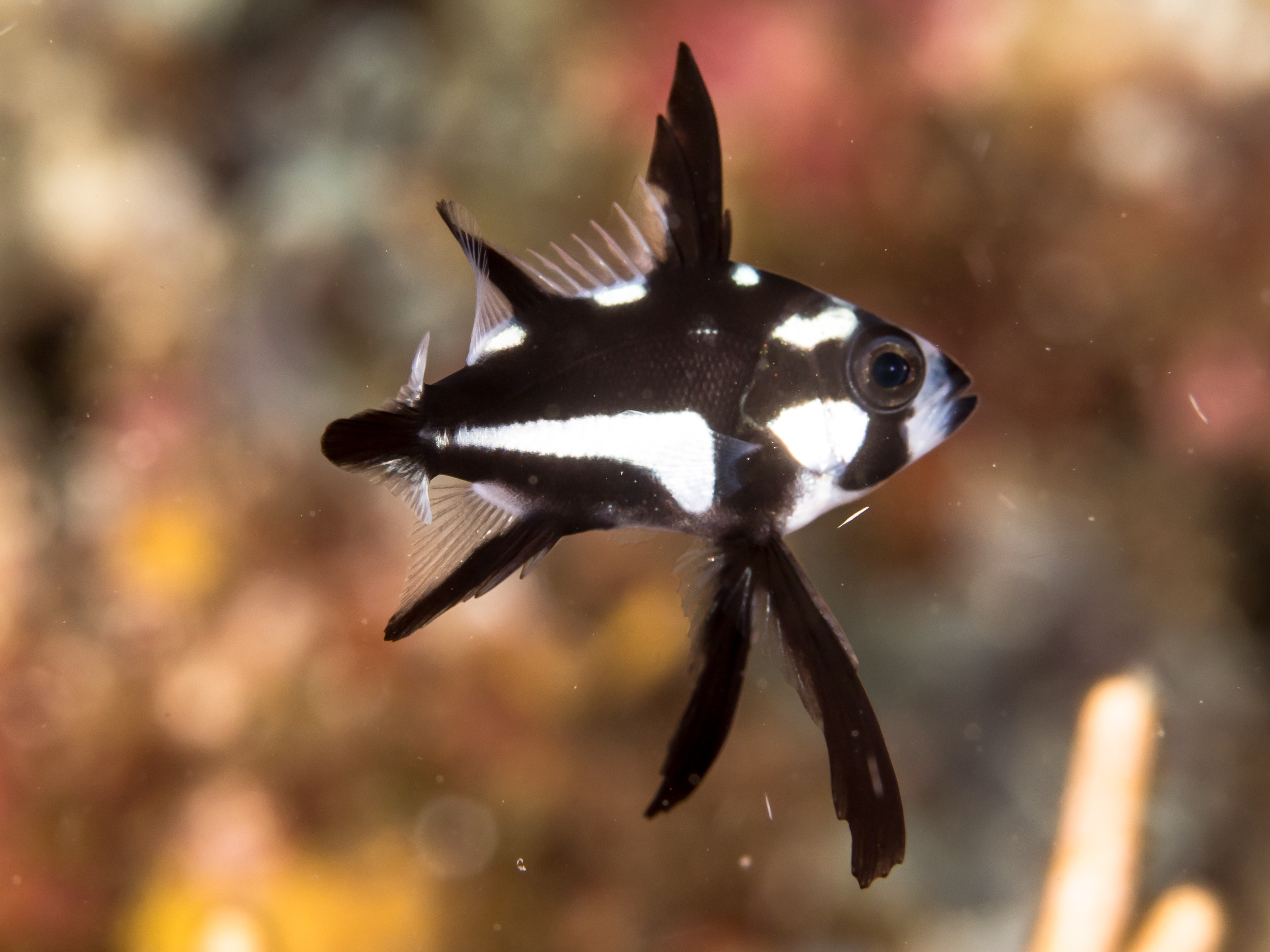
Sehr junger Jungfisch

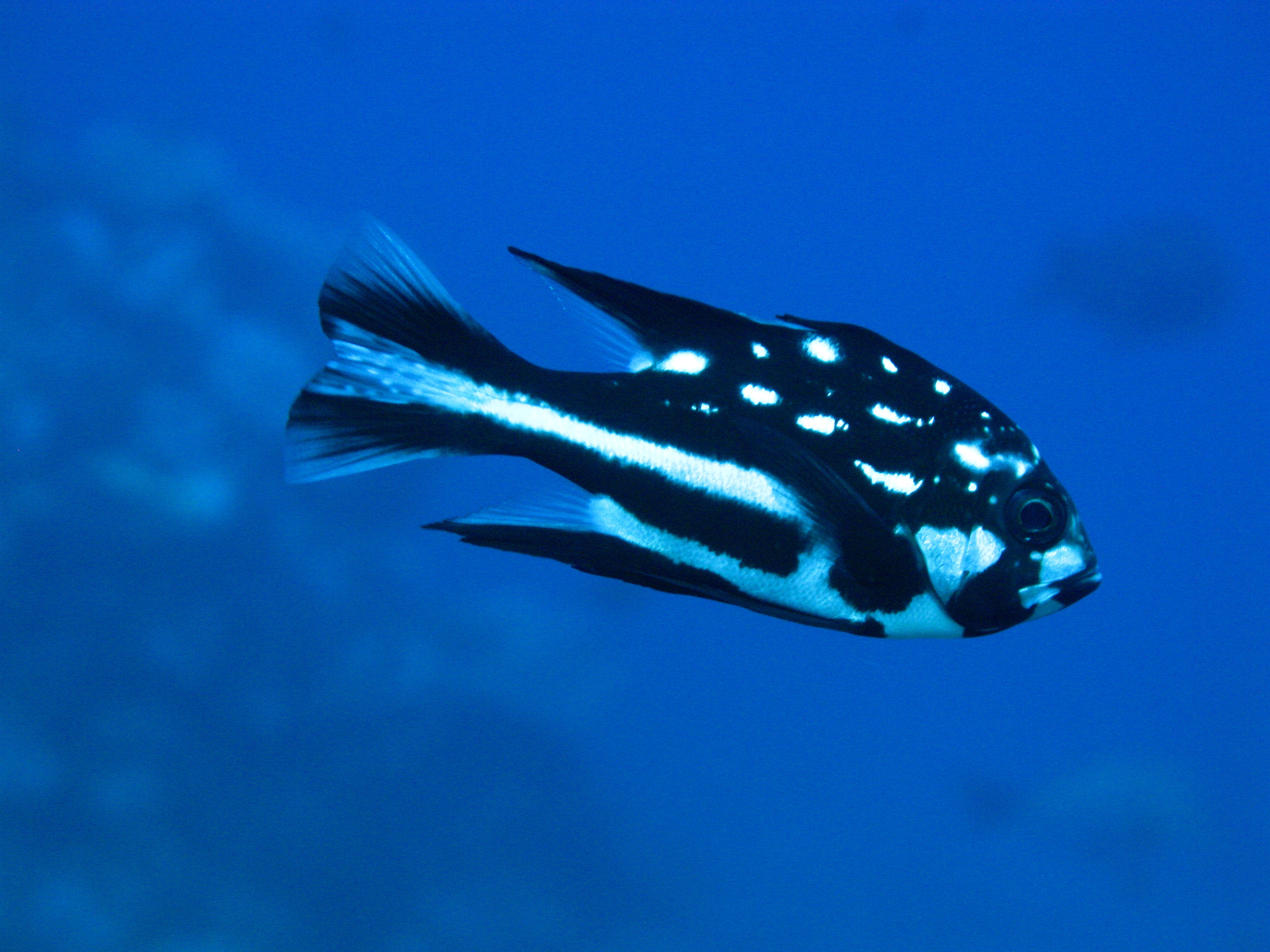
Älterer Jungfisch

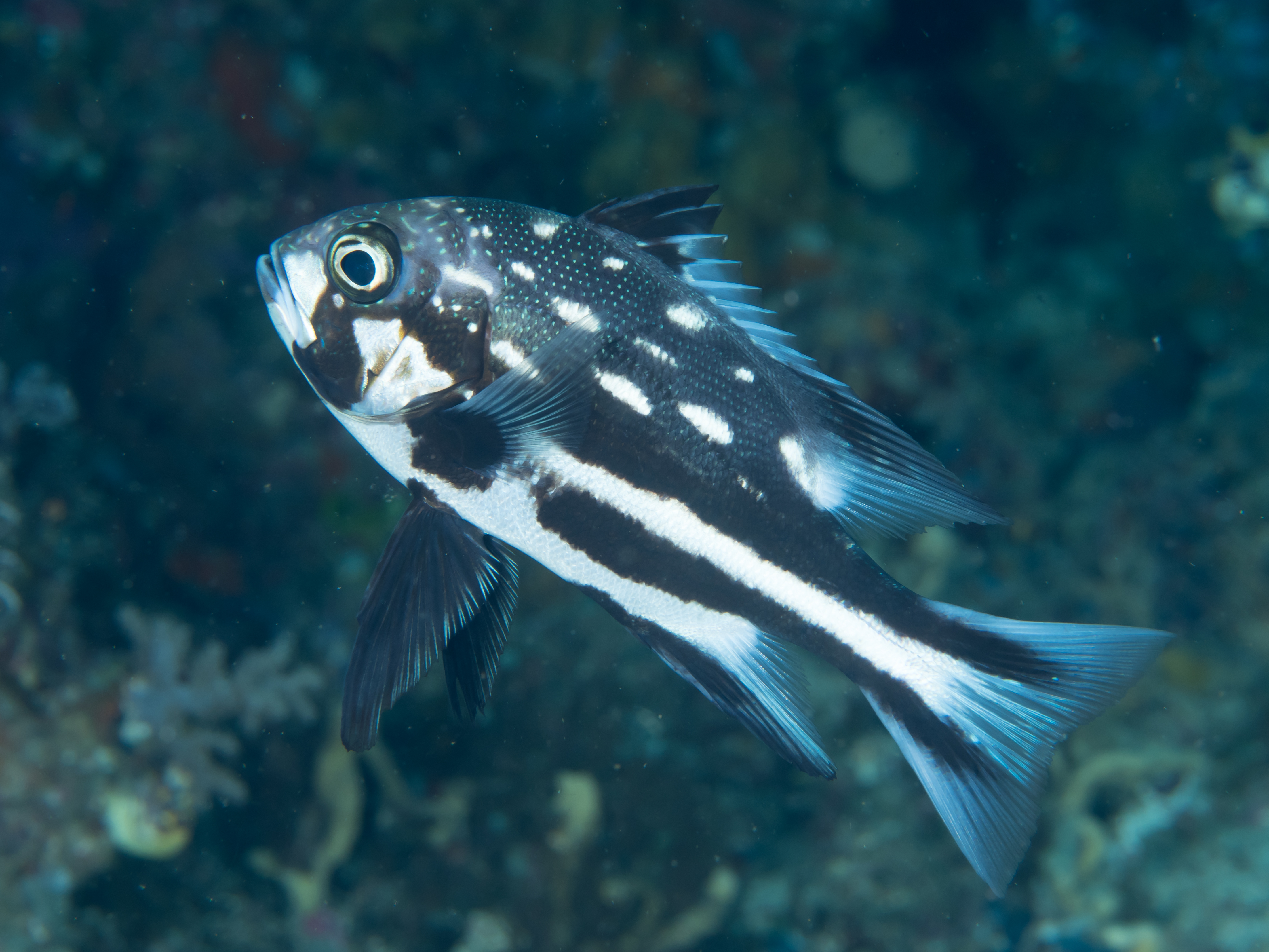
Fast ausgewachsen

Der Gelbaugenschnapper erreicht eine Länge von maximal 60 cm und hat einen relativ hochrückigen, seitlich abgeflachten Körper und ein abgerundetes Kopfprofil. Die größte Körperhöhe liegt beim 2,2- bis 2,4-fachen der Standardlänge. Das Maul ist groß und reicht nach hinten bis unter die vordere Augenhälfte. Es ist mit einer Reihe konischer Zähne besetzt, die vorne größer sind. Im vorderen Bereich des Unterkiefers und an den Seiten des Oberkiefers gibt es eine innere Reihe kleiner, bürstenartiger Zähne. Der bezahnte Bereich des Gaumens ist V-förmig und breit. Die Maxillare ist unbeschuppt. Im unteren Bereich des Präoperculums gibt es einen tiefen, keilförmigen Einschnitt. Die Rückenflosse ist durchgehend. Bei Jungfischen sind der hart- und der weichstrahlige Abschnitt durch eine tiefe Einbuchtung voneinander getrennt. Die Enden von Rücken- und Afterflosse sind zugespitzt. Ihre Basen sind beschuppt. Bei Jungfischen sind die Brustflossen abgerundet, bei ausgewachsenen Fischen lang und zugespitzt. Sie reichen dann bis zum Anus. Die Schwanzflosse der Jungfische ist abgerundet, die der ausgewachsenen Gelbaugenschnapper tief gegabelt. Die Bauchflossen der Jungfische sind stark verlängert und zugespitzt, die der Alten sind abgerundet. Die Schuppen auf dem Rücken verlaufen parallel zur Seitenlinie.
Morphometrie:
- Flossenformel: Dorsale X/13–(14), Anale III/10, Pectorale 17–18.
- Schuppenformel: SL 50–56.
- Kiemenrechen: 37–42 + 71–81 = 110–122.

Ausgewachsene Gelbaugenschnapper sind schwärzlich, dunkelgrau oder bräunlich mit einem gelblichen Einschlag im unteren Körper- und Kopfbereich. Der Kopf ist mit gewundenen, schmalen blauen Linien oder Punkten versehen. Die Iris ist gelb. Jungfische, die kleiner als 20 cm sind, sind auf der Rückenseite schwarz, mit 6 bis 10 weißen Flecken, und an der Unterseite weiß gefärbt. Ein schwarzer Streifen verläuft waagerecht vom Auge bis auf den oberen Schwanzflossenabschnitt, ein weiterer von der Brustflossenbasis bis auf den unteren Schwanzflossenabschnitt und ein dritter schräg vom Auge zum unteren Rand des Kiemendeckels. Die Brustflossen sind mit Ausnahme der schwarzen Basis transparent.

## Lebensweise
Der Gelbaugenschnapper lebt allein oder in kleinen Gruppen, hin und wieder zusammen mit dem Schwarzweiß-Schnapper, in Korallenriffen in Tiefen von 3 bis 90 Metern. Jungfische halten sich versteckt zwischen verzweigten Steinkorallen, großen Schwämmen oder Haarsternen. Die Fische ernähren sich von Fischen und Krebstieren und, vor allem in der Nacht, von größeren Bestandteilen des Zooplanktons.